# جو برادفوت
جو برادفوت (انگلیسی: Joe Broadfoot؛ زادهٔ ۴ مارس ۱۹۴۰) بازیکن فوتبال اهل بریتانیا است.
از باشگاه‌هایی که در آن بازی کرده‌است می‌توان به باشگاه فوتبال نورث‌همپتون تاون، باشگاه فوتبال ایپسویچ تاون، و باشگاه فوتبال میلوال اشاره کرد.